# ¡Oye, Arnold!
¡Oye, Arnold! (originalmente en inglés: Hey Arnold!) es una serie animada estadounidense, producida por la cadena Nickelodeon. La serie muestra, dicho a grandes rasgos, la vida de un niño de 9 años en los suburbios del pueblo en el que vive; Arnold, junto a sus amigos, cursan el cuarto grado de primaria en la escuela pública 118 de Hillwood City, una gran ciudad ficticia ubicada en el estado de Washington, pero que mezcla elementos de Nueva York, Seattle, y hasta de Londres.

## Argumento
Arnold es un chico muy inteligente, con una extraña cabeza con forma de balón de fútbol americano. Vive en un barrio multiétnico, cuya estratégica ubicación le ofrece posibilidades infinitas de aventuras. Es un soñador que le gusta el béisbol y vive con sus abuelos. Si bien al comienzo de la serie Arnold era un niño de nueve años despreocupado, y con típicos problemas infantiles, llegó a ser más maduro en las siguientes temporadas debiendo hacer frente a problemas más complejos. Al mismo tiempo, el amor secreto de Helga por Arnold comienza a tomar mayor importancia en la serie, donde puede vérsele en poéticos soliloquios que expresan sentimientos hacia él, los cuales nunca es capaz de formularlos públicamente. Para guardar las apariencias, Helga opta por insultar sistemáticamente a Arnold, aludiendo peyorativamente a la forma de balón que tiene su cabeza.
Arnold convive a diario con sus amigos y compañeros del salón de clases, cada uno con personalidades y familias completamente distintas. Pese al tono infantil de la serie, toca temas importantes como la desatención que sufre Helga de sus despreocupados padres, la nostalgia que siente el propio Arnold al no recordar a los suyos, así como la importancia del valor, la confianza, la honestidad y la sinceridad.

## Creación
El editor Craig Bartlett creó a Arnold, "Cabeza de Balón". Le dio forma a una figura de plastilina con una cabeza bastante amplia, después de haber hecho una lista de todos los nombres posibles junto con su esposa Lisa Groening, a quien se le había ocurrido el nombre de su tío, Arnold Wiggum. Dentro de los dos años siguientes Craig creó el corto "Arnold Escapes From Church" (Arnold escapa de la iglesia). También sacó del mismo Arnold "The Arnold Waltz" (El Vals De Arnold) en 1990 y "Arnold Rides a Chair" (Arnold monta una silla) en 1991. Ese mismo año Craig publica sus Oye Arnold! Comics en Simpsons Illustrated, una revista del hermano de su esposa, Matt Groening (creador de Los Simpson). 
En 1993, Craig consiguió el interés de Nickelodeon para producir una serie de dibujos animados sobre Arnold. Pero no fue  hasta octubre de 1996 cuando Arnold se convierte en la famosa serie semanal del canal internacional infantil Nickelodeon. El episodio piloto tuvo su estreno en los cines 10 de julio de 1996, durante la premier de la primera película del canal, Harriet the Spy, y el 7 de octubre en la televisión. Durante los años siguientes Nickelodeon pidió episodios adicionales.
Por problemas entre el creador y el canal, la serie dejó de producirse y se dejó de crear nuevos capítulos. Craig Bartlett dejó su proyecto de lado, sin embargo ha manifestado que terminará la película que tiene proyectada y será el desenlace de la serie que aún tiene muchas interrogantes que responder, como la de los padres de Arnold y si el amor que siente Helga hacia él será correspondido.

## Personajes

### Principales
- Arnold: protagonista de la serie que lleva el mismo nombre
- Helga G. Pataki: protagonista femenina de la serie
- Gerald Johansen: coprotagonista masculino y mejor amigo de Arnold

### Secundarios
- Phil: protagonista adulto de la serie y abuelo paterno de Arnold
- Harold: un amigo de Arnold, Gerald, Helga y otros estudiantes de PS 118
- Rhonda: la adinerada y malcriada amiga de los protagonistas y estudiante de PS 118
- Sid: un amigo de Harold
- Stinky: un amigo de Harold y Stinky, fanático de las leyendas urbanas
- Phoebe: la chica cerébro de PS 118, gran amiga de Helga e interés amoroso de Gerald
- Eugene: estudiante de PS 118, famoso por su mala suerte
- Lila: la chica campirana que llegó a la ciudad a vivir con su padre y estudiar en PS 118
- Ruth: antigua estudiante de PS 118, que llegó a ser el interés amoroso de Arnold
- Brainy: el chico friki de la escuela y acosador de Helga
- Curly: estudiante de PS 118, visto como el más sociópata
- Sr. Simmons: el profesor de la clase de cuarto grado de los personajes
- Sheena: otra chica de la clase de Arnold
- Iggy: otro chico del curso de Arnold
- Abner: cerdo mascota de Arnold

## Escenario
¡Oye, Arnold! tiene lugar en la ficticia ciudad estadounidense, llamada Hillwood. El creador Craig Bartlett declaró en una entrevista que la ciudad se basa en las grandes ciudades del norte del país, incluyendo Seattle (su ciudad natal), Portland, Oregón (donde fue a la escuela de arte) y la ciudad de Nueva York (muchos puntos de interés que se tomaron prestados). Bartlett, después de haber crecido en Seattle, las bases de muchos de los eventos de la serie, en su propia experiencia de crecer en la ciudad. La Guerra de cerdos mencionados en un episodio con el mismo título, tuvo lugar en los límites entre lo que es ahora el Estado de Washington y la Provincia de Columbia Británica, Canadá. 
En muchos episodios de la primera temporada, el puente de Brooklyn es visto como un hito importante en la ciudad. Otros episodios muestran un panorama general de Nueva York en el horizonte, con el edificio Empire State, el Central Park y el World Trade Center, lo que sugiere que Hillwood podría ser un barrio de Brooklyn o Queens. También de acuerdo a una lista de las escuelas primarias públicas en Nueva York, la PS 118 es una escuela en St. Albans, que es una comunidad residencial en el barrio neoyorquino de Queens. Además, en el episodio "Bicicleta de Eugene", Arnold y Eugene visitan el estadio de Quigley, que está en West Haven (Connecticut) y que fue el campo de los Yankees de West Haven desde 1972 hasta 1979. West Haven está justo al norte de Nueva York. Sin embargo, el estadio utilizado en la serie no tiene semejanza con el estadio actual Quigley.

## Lista de episodios
| Temporada | Temporada                               | Segmentos                               | Episodios                               | Episodios                               | Emisión original            | Emisión original            |
| Temporada | Temporada                               | Segmentos                               | Episodios                               | Episodios                               | Primera emisión             | Última emisión              |
| --------- | --------------------------------------- | --------------------------------------- | --------------------------------------- | --------------------------------------- | --------------------------- | --------------------------- |
|           | Piloto                                  | Piloto                                  | Piloto                                  | Piloto                                  | 10 de julio de 1996 (cines) | 10 de julio de 1996 (cines) |
|           | 1                                       | 38                                      | 20                                      | 20                                      | 7 de octubre de 1996        | 12 de febrero de 1997       |
|           | 2                                       | 37                                      | 19                                      | 19                                      | 22 de septiembre de 1997    | 1 de diciembre de 1997      |
|           | 3                                       | 38                                      | 20                                      | 20                                      | 31 de agosto de 1998        | 8 de marzo de 1999          |
|           | 4                                       | 35                                      | 19                                      | 19                                      | 10 de marzo de 1999         | 11 de marzo de 2000         |
|           | 5                                       | 37                                      | 22                                      | 22                                      | 18 de marzo de 2000         | 8 de junio de 2004          |
|           | ¡Oye, Arnold! La película               | ¡Oye, Arnold! La película               | ¡Oye, Arnold! La película               | ¡Oye, Arnold! La película               | 28 de junio de 2002         | 28 de junio de 2002         |
|           | ¡Oye, Arnold!: La película de la jungla | ¡Oye, Arnold!: La película de la jungla | ¡Oye, Arnold!: La película de la jungla | ¡Oye, Arnold!: La película de la jungla | 24 de noviembre de 2017     | 24 de noviembre de 2017     |

## Reparto
| Personaje                   | Actor de voz original                                                                                     | Actor de doblaje (Latinoamérica) | Actor de doblaje catalán | Actor de doblaje (España) |
| --------------------------- | --- | -------------------------------- | ------------------------ | ------------------------- |
| Arnold Shortman             | Toran Caudell (Temporada 1) Phillip Van Dyke (2-3) Spencer Klein (3-5) Alex D. Linz (Últimos 2 episodios) | Kalimba Marichal (1-77)          | Nuria Doménech           | Roser Aldabó              |
| Arnold Shortman             | Toran Caudell (Temporada 1) Phillip Van Dyke (2-3) Spencer Klein (3-5) Alex D. Linz (Últimos 2 episodios) | Enzo Fortuny Romero (78-100)     | Nuria Doménech           | Roser Aldabó              |
| Gerald Martin Johanssen     | Jamil Walker Smith                                                                                        | Gabriel Ramos                    | Roser Aldabó             | -                         |
| Helga Geraldine Pataki      | Francesca Marie Smith                                                                                     | Christine Byrd                   | Nuria Trifol             | Meritxell Ané             |
| Helga Geraldine Pataki      | Francesca Marie Smith                                                                                     | Liliana Barba (2.ª una canción)  | Nuria Trifol             | Meritxell Ané             |
| Abuelo Phil / "Steely Phil" | Dan Castellanetta                                                                                         | Gabriel Chávez                   | -                        | Vicente Gil               |
| Abuela Gertie               | Tress MacNeille                                                                                           | Guadalupe Noel (†)               | -                        | -                         |
| Abuela Gertie               | Tress MacNeille                                                                                           | Olga Hnidey                      | -                        | -                         |
| Abuela Gertie               | Tress MacNeille                                                                                           | Eugenia Avendaño (†)             | -                        | -                         |
| Harold Berman               | Justin Shenkarow                                                                                          | Sergio Bonilla                   | Vicky Martínez           | -                         |
| Phoebe Heyerdahl            | Anndi McAfee                                                                                              | Rossy Aguirre                    |                          | Ana María Camps           |
| Rhonda Wellington Lloyd     | Olivia Hack                                                                                               | Claudia Motta                    | Marta Sainz              | Marta Covas               |
| Rhonda Wellington Lloyd     | Olivia Hack                                                                                               | Ana Lucía Ramos                  | Marta Sainz              | Marta Covas               |
| Sid                         | Sam Gifaldi                                                                                               | Socorro de la Campa              | Gemma Ibáñez             | Noemí Bayarri             |
| Lila Sawyer                 | Ashley Buccille                                                                                           | Diana Santos                     | -                        | -                         |
| Lila Sawyer                 | Ashley Buccille                                                                                           | Mayra Arellano                   | -                        | -                         |
| Lila Sawyer                 | Ashley Buccille                                                                                           | Claudia Motta                    | -                        | -                         |
| Stinky Peterson             | Christopher Walberg                                                                                       | Humberto Ramírez                 | -                        | Ana María Camps           |
| Stinky Peterson             | Christopher Walberg                                                                                       | Carlos Enrique Bonilla           | -                        | Ana María Camps           |
| Eugene Horowitz             | Christopher Castile                                                                                       | Alfredo Leal                     | Geni Rey                 | -                         |
| Eugene Horowitz             | Jarrett Lennon                                                                                            | Alfredo Leal                     | Geni Rey                 | -                         |
| Eugene Horowitz             | Ben Diskin                                                                                                | Alfredo Leal                     | Geni Rey                 | -                         |
| Eugene Horowitz             | Blake Ewing                                                                                               | Alfredo Leal                     | Geni Rey                 | -                         |
| Sr. Hyunh                   | Baoan Coleman                                                                                             | Alfredo Lara                     | Gree Gree Lixin          |                           |
| Brainy                      | Craig Bartlett                                                                                            | Rocío Prado                      |                          |                           |
| Sr. Simmons                 | Dan Butler                                                                                                | Jorge Ornelas                    |                          |                           |
| Srta. Slovak                | Tress MacNeille                                                                                           | Loretta Santini                  |                          |                           |
| Director Wartz              | David Wohl                                                                                                | Federico Romano (†)              |                          |                           |
| Sr. Green                   | James Keane                                                                                               | Eduardo Borja (†)                | Eduard Doncos            |                           |
| Sr. Green                   | James Keane                                                                                               | Luis Bayardo                     | Eduard Doncos            |                           |
| Ernie Potts                 | Dom Irrera                                                                                                | Tito Reséndiz (†)                |                          |                           |
| Nadine Lowenthal            | Lauren Robinson                                                                                           | Mónica Estrada                   |                          |                           |
| Big Bob Pataki              | Maurice Lamarche                                                                                          | Mario Sauret                     | Pep Ribas                |                           |
| Miriam Pataki               | Kath Soucie                                                                                               | Ada Morales                      |                          |                           |
| Olga Pataki                 | Nika Futterman                                                                                            | Claudia Motta                    |                          |                           |
| Niño Chocolate              | Jordan Warkol                                                                                             | Uraz Huerta                      |                          |                           |
| El Señor de los Helados     | Dan Castellaneta                                                                                          | Carlos Iñigo (†)                 |                          |                           |
| Oskar Kokoschka             | Steve Vitsken                                                                                             | Daniel Abundis                   |                          |                           |
| Suzie Kokoschka             | Mary Scheer                                                                                               | Cristina Camargo (1-88)          |                          |                           |
| Suzie Kokoschka             | Mary Scheer                                                                                               | Gabriela Vega (89-100)           |                          |                           |

## Productos

### DVD
Amazon.com lanzó las dos primeras temporadas en DVD a través de su programa de CreateSpace en agosto de 2008.  Las temporadas restantes fueron liberadas en los meses posteriores. Algunos episodios han sido puestos en iTunes.
| DVD                     | Fecha de salida         | Discos | Episodios |
| ----------------------- | ----------------------- | ------ | --------- |
| Temporada 1 (1996-1997) | 21 de agosto de 2008    | 4      | 20        |
| Temporada 2 (1997-1998) | 21 de agosto de 2008    | 4      | 19        |
| Temporada 3 (1998-1999) | 7 de diciembre de 2009  | 6      | 27        |
| Temporada 4 (1999-2000) | 27 de noviembre de 2009 | 4      | 19        |
| Temporada 5 (2001-2004) | 4 de diciembre de 2009  | 4      | 15        |

### Videojuego
THQ lanzó el Hey Arnold!: The Movie de videojuegos solo para el Game Boy Advance. El juego consiste en 5 mundos, con 4 niveles cada uno (cada uno incluye un jefe en el cuarto nivel) y el jugador puede jugar como Arnold, Gerald, el abuelo y la abuela. Se puede jugar con Helga solo con un código de trucos encontrados en varios sitios web.

## Película
En 1999 los planes para hacer unas películas fueron hechas. En primer lugar la película de televisión iba a ser de Arnold y sus amigos salvando el barrio de empresas de construcción, pero luego los encargados de Nickelodeon cambiaron de idea y quería hacer una película sobre la búsqueda de los padres de Arnold, que estaban desaparecidos en la selva, mientras que la historia sobre el rescate de la vecindad debía ser dividido en tres episodios, que se suponía debía poner fin a la quinta temporada. Este último se produjo dentro de un año y terminó en marzo de 2001. La película de "La Jungla", en contraste se volvió a escribir una y otra vez y finalmente se decidió hacer Arnold salva el vecindario, que más tarde fue renombrada como ¡Oye Arnold! La Película, para atraer más la atención como una película de teatro. La película se estrenó pero las cosas no salieron como Nickelodeon esperaba. La producción de la película había consumido tres millones de dólares y más de 13 millones de dólares se habían gastado para su comercialización. Además de la fecha de estreno desafortunado de la película de DVD fue el 31 de diciembre de 2002, una semana después de Navidad.
A pesar del fracaso, Nickelodeon no acababa de abandonar la idea de una segunda película, así que le ofrecieron a Craig Bartlett un contrato de dos años, a condición de que él trabajara para Nick exclusivamente. Sin embargo, Craig había firmado ya un contrato con Cartoon Network para trabajar en su nuevo proyecto Party Wagon (película). Nickelodeon lo dejó elegir a trabajar exclusivamente para ellos o no, Craig eligió Cartoon Network. Craig siguió trabajando para Cartoon Network y los derechos de Oye Arnold! pertenecientes a Nickelodeon, por el momento, la segunda película ha sido puesto en espera.

## Regreso de la serie
El 23 de noviembre de 2015, se anunció que una nueva película para televisión de Hey Arnold! está en desarrollo, y responderá las preguntas de los fanes de la serie, como el paradero de los padres de Arnold.
La película se estrenó el 24 de noviembre de 2017 en los Estados Unidos, y el 26 de abril de 2018 en Latinoamérica a 15 años de la emisión del último episodio de la serie El Diario, en el cual Arnold y sus amigos protagonizan el desenlace de la serie al resolver el misterio de los Padres de Arnold y al llegar para Helga una oportunidad de oro para que su amor por Arnold sea correspondido, llevando a todos a una aventura en el norte de Centroamérica en el que se volverán héroes.